# Радзеховы-Вепш (гмина)
Радзеховы-Вепш (пол. Radziechowy-Wieprz) — сельская гмина (волость) в Польше, входит как административная единица в Живецкий повет, Силезское воеводство. Население — 12 385 человек (на 2004 год).

## Демография
| Перепись                       | Всего   | Всего | Женщины | Женщины | Мужчины | Мужчины |
| ------------------------------ | ------- | ----- | ------- | ------- | ------- | ------- |
| Единицы                        | человек | %     | человек | %       | человек | %       |
| Население                      | 12 385  | 100   | 6288    | 50,8    | 6097    | 49,2    |
| Плотность населения (чел./км²) | 187,8   | 187,8 | 95,4    | 95,4    | 92,5    | 92,5    |

## Соседние гмины

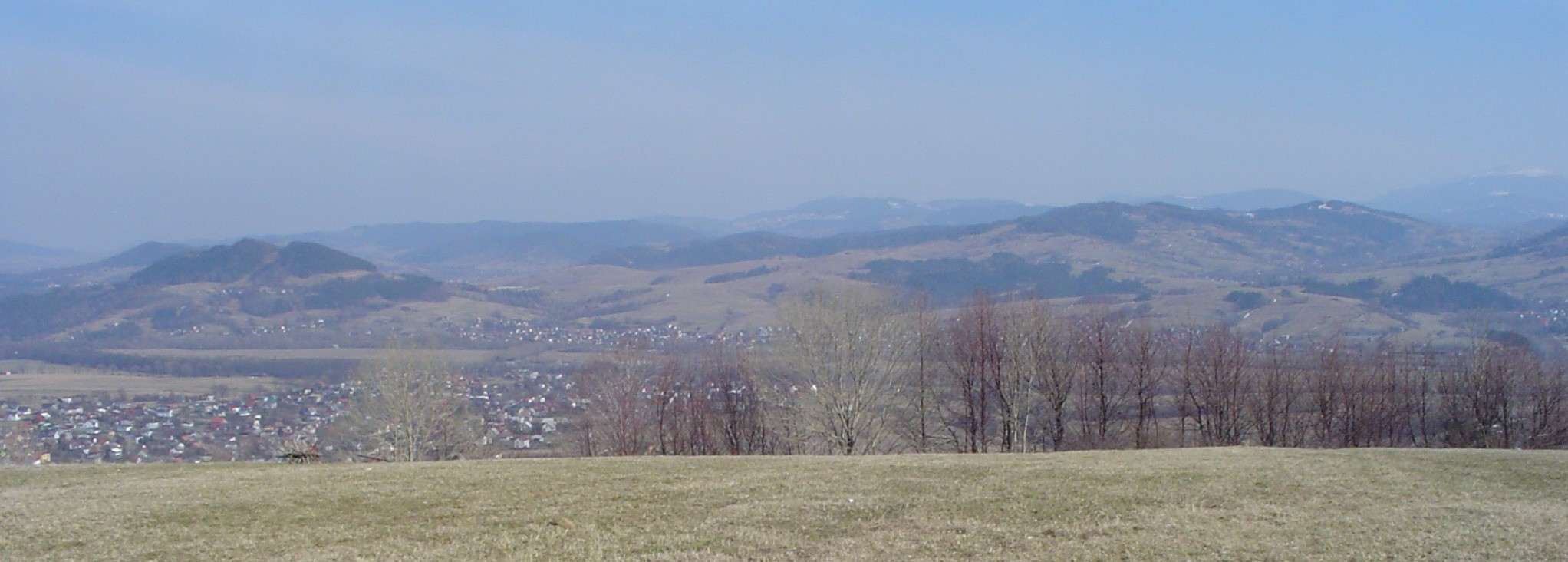
Гмина Радзеховы-Вепш

1. Гмина Елесня
2. Гмина Липова
3. Гмина Милювка
4. Гмина Свинна
5. Гмина Венгерска-Гурка
6. Живец
7. Матыска
8. Радзеховы
9. Вепш
10. Гмина Бескид-Жывецки